# Panulia lapidata
Panulia lapidata är en fjärilsart som beskrevs av W. Warren 1893. Panulia lapidata ingår i släktet Panulia och familjen mätare. Inga underarter finns listade i Catalogue of Life.